# المحل (النادرة)

تعديل مصدري - تعديل

المحل هي إحدى قرى عزلة الشرنمه العليا بمديرية النادرة التابعة لمحافظة إب، بلغ تعداد سكانها 603 نسمة حسب تعداد اليمن لعام 2004.